# Impatiens williamsii
Impatiens williamsii är en balsaminväxtart som beskrevs av Kanesuke Hara. Impatiens williamsii ingår i släktet balsaminer, och familjen balsaminväxter. Inga underarter finns listade i Catalogue of Life.